# Pertti Mäkinen
Pertti Kalervo Mäkinen (geboren am 16. September 1952 in Tyrvää, heute Sastamala) ist ein finnischer Bildhauer, Medailleur und Hochschullehrer.

## Werdegang
Pertti Mäkinen absolvierte von 1966 bis 1968 eine Ausbildung in einer Berufsschule für Metallverarbeitung und arbeitete anschließend fünf Jahre lang als Werkzeugmacher. Von 1976 bis 1979 besuchte er die Kunstschule Kankaanpää. Seine ersten Arbeiten waren Grafiken, vor allem Holzschnitte. 1979 stellte er erstmals in Helsinki aus.
Viele seiner Werke im öffentlichen Raum entstanden in Teamarbeit mit Ossi Somma und Reijo Paavilainen. Mit ihrer seit 1979 andauernden Zusammenarbeit bilden die drei wahrscheinlich die am längsten bestehende derartige Arbeitsgemeinschaft in Finnland. Alle drei habe an der Kunstschule Kankaanpää studiert oder gelehrt.
Seit dem Abschluss seines Studiums betätigt Mäkinen sich als Medailleur. Er fertigte bislang etwa 20 Münzen und mehr als 30 Medaillen. Mäkinens bekannteste numismatische Arbeit ist die seit 1999 geprägte finnische Kursmünze zu 1 Euro, die zwei Schwäne im Flug über zwei Seen zeigt. Bei den im Umriss dargestellten Seen handelt es sich um Karhijärvi und Lavijärvi, zwei kleine Seen in unmittelbarer Nähe zu Mäkinens Heimatort Lavia. Der Ort gehört heute zur Gemeinde Pori in der Landschaft Satakunta.
Mäkinen unterrichtet seit 1980 an der Kunstschule Kankaanpää.

## Werke (Auswahl)

### Öffentlicher Raum
- Lapuan raivaajapatsas, Lapua (mit Ossi Somma und Reijo Paavilainen, 1983);
- Merenkulun muistomerkki, Oulu (mit Ossi Somma und Reijo Paavilainen, Bronze, Sockel aus grauem Granit, 1985);[3]
- Päivänkierto, Pori (mit Ossi Somma und Reijo Paavilainen, roter Granit, 1987);[4]
- Denkmal für Lauri Viita, Tampere (Bronze, 1991);[1]
- Sampakosken taistelun muistomerkin reliefi, Lavia, Pori (Bronzerelief, Granit, 1998);[2][5]
- Muotoja (Formen), Harjavalta (Emil Cedercreutz, Bronze, 1937, erweitert durch Pertti Mäkinen, 2002);[6]
- Haitarijazz, Kouvola (mit Ossi Somma und Reijo Paavilainen, Bronze und Granit, 2003);[7]
- Rakastunut viulu ja mandoliini (Violine und Mandoline, verliebt), Kiikoinen, Bronze, Sockel aus Granit, 2003;[8]
- Toriparlamentti, Pori (2008).[2][9]

### Münzen

finnischen Euromünze zu 1 Euro, Entwurf Pertti Mäkinen (1999)

- Rückseite der Sondermünze zu 50 Markka zu den ersten Leichtathletik-Weltmeisterschaften (1983);
- Sondermünze zu 10 Markka zum EU-Beitritt Finnlands (mit Antti Neuvonen, 1995). Die Münze wurde in Kupfer-Nickel und Aluminiumbronze sowie in geringer Auflage als Sammlermünze in Silber und Gold ausgegeben;
- Bildseite der finnischen Euromünze zu 1 Euro (geprägt seit 1999)[10];
- Silbermünze zu 10 Euro zum 200. Geburtstag von Elias Lönnrot (2002);
- Sammlermünze zu 5 Euro anlässlich der Eishockey-Weltmeisterschaft 2003;
- 2-Euro-Gedenkmünze zur Fünften Erweiterung der Europäischen Union (2004);
- Silbermünze zu 10 Euro zum 90. Geburtstag von Tove Jansson (2004);
- Goldmünze zu 100 Euro zum 100. Geburtstag von Albert Edelfelt (2004);
- Silbermünze zu 10 Euro „60 Jahre Frieden“ (2005);
- Goldmünze zu 20 Euro zu den 10. IAAF-Leichtathletik-Weltmeisterschaften (2005);
- 2-Euro-Gedenkmünze zum 100. Jahrestag der Einführung der Gleichberechtigung und des Frauenwahlrechts in Finnland (2006);
- Sammlermünze zu 5 Euro „150 Jahre Entmilitarisierung der Åland-Inseln“ (2006);
- Silbermünze zu 10 Euro zum 100. Jahrestag der Parlamentsreform (2006);
- Silbermünze zu 10 Euro zum 200. Geburtstag von Friedrich Pacius (2009);
- Silbermünze zu 10 Euro zum 150. Geburtstag von Henrik Wigström (2012);
- Silbermünzen zu 10 und 20 Euro zum 150. Geburtstag von Emil Wikström (2014);
- Silbermünzen zu 10 und 20 Euro zur Alfabetisierung (2014);
- 2-Euro-Gedenkmünze zum 90. Todestag des finnischen Schriftstellers Eino Leino (2016);
- Goldmünze zu 100 Euro zum 90. Todestag von Eino Leino (2016);

Münzentwürfe von Pertti Mäkinen
2-Euro-Gedenkmünze zum 90. Todestag des finnischen Schriftstellers Eino Leino (2016)